# Margites egenus
Margites egenus là một loài bọ cánh cứng trong họ Cerambycidae.